# تیفره
تیفره (به عربی: تیفرة) یک شهرداری در الجزایر است که در استان بجایه واقع شده‌است.